# 関西三空港
関西三空港（かんさいさんくうこう）とは、日本の近畿地方（京阪神大都市圏）に位置する3つの主要空港の総称である。この呼称は、国土交通省を始めとする公的機関などでも用いられている。3空港を関西エアポートとその子会社が一体的に運営している。
| 空港名                          | 空港コード (IATA / ICAO) | 設置管理者             | 運営権者                   |
| ------------------------------- | ------------------------ | ---------------------- | -------------------------- |
| 関西国際空港 （関西空港、関空） | KIX / RJBB               | 新関西国際空港株式会社 | 関西エアポート株式会社     |
| 大阪国際空港 （伊丹空港）       | ITM / RJOO               | 新関西国際空港株式会社 | 関西エアポート株式会社     |
| 神戸空港 （マリンエア）         | UKB / RJBE               | 神戸市                 | 関西エアポート神戸株式会社 |

日本の航空会社の空港案内ではそれぞれ大阪/関西、大阪/伊丹、大阪/神戸と表記されることが多く、空港全体が兵庫県内に位置する神戸空港も含めて三空港全てで所属都市（母都市）は大阪として扱われる。三空港共通の都市コードはOSA。

## 概要
関西三空港は近畿地方（京阪神大都市圏）の空港群であり、近畿の航空旅客の多くがこの三空港を利用する。三空港は大阪を母都市とする国際航空運送協会（IATA）公認のマルチエアポートであり、運賃計算上は一つの仮想的な空港として扱う。
三空港間を相互に結ぶ航空便はフェリーフライトを除いて全く存在しない（ヘリコプターなどの運航もない）。
三空港全てで自社運航路線を持つ日本の航空会社は全日本空輸（ANA）が唯一である。日本航空（JALグループ）は2010年6月に神戸空港から撤退している。
航空路線の多くは関西国際空港と大阪国際空港に集中している。実質的な航空会社ごとの空港の棲み分けも行われており、一例として関西国際空港では本空港を拠点とするPeach Aviationをはじめ、国内の格安航空会社（LCC）路線が集中している。
関西国際空港は「関西圏・西日本を中心とした国際空港需要に対応する国際拠点空港」、大阪国際空港は「日本全国との国内路線を運航する基幹空港」、神戸空港は「国内主要空港との路線を運航する地方空港」としてそれぞれ機能している。
大阪国際空港は「国際」の名を冠しながらも1994年以降は国際線の運航を行っていない。2024年時点で、国際定期便を運航できるのは関西国際空港のみであるが、神戸空港でも貨物チャーター便で国際路線が運航されることがある。なお、2022年に神戸空港における国際化の方針に対する合意が行われており、将来的には神戸空港でも国際路線を運航することを目指している。
|                          | 関西国際空港                                                       | 大阪国際空港                                                       | 神戸空港                                                          |
| ------------------------ | ------------------------------------------------------------------ | ------------------------------------------------------------------ | ----------------------------------------------------------------- |
| 滑走路                   | 06R/24L: 3500 m x 60 m 06L/24R: 4000 m x 60 m                      | 14L/32R: 1828 m x 45 m 14R/32L: 3000 m x 60 m                      | 09/27: 2500 m x 60 m                                              |
| 運用可能時間 （JST基準） | 24時間                                                             | 07:00 - 21:00                                                      | 07:00 - 22:00                                                     |
| 旅客ターミナル数         | 2（T1・T2）                                                        | 2（北・南）                                                        | 1                                                                 |
| ゲート数                 | 61 （T1: 41、T2: 20）                                              | 21 （北: 12、南: 9）                                               | 5                                                                 |
| 年間発着容量             | 23万回                                                             | 13.5万回                                                           | 2.2万回                                                           |
| 年間発着回数             | 16.9万回                                                           | 13.7万回                                                           | 2.7万回                                                           |
| 年間国内旅客数           | 678万人                                                            | 1463万人                                                           | 253万人                                                           |
| 年間国際旅客数           | 1727万人                                                           | -                                                                  | -                                                                 |
| 年間貨物取扱量           | 70.0万トン                                                         | 13.1万トン                                                         | -                                                                 |
| 主要都市との 直線距離    | 大阪 50.0 km 神戸 28.8 km 京都 80.1 km 奈良 58.5 km 和歌山 23.7 km | 大阪 12.3 km 神戸 25.0 km 京都 38.7 km 奈良 35.4 km 和歌山 67.2 km | 大阪 26.0 km 神戸 6.8 km 京都 64.6 km 奈良 53.0 km 和歌山 45.5 km |
| 空港周辺人口             | 約400万人                                                          | 約1,500万人                                                        | 約1,000万人                                                       |

各空港のより詳細な情報は、各項目を参照のこと。

## 路線

### 主要路線統計
2012年度
| (単位:万人)  | 大阪国際空港 | 関西国際空港 | 神戸空港  |
| ------------ | ------------ | ------------ | --------- |
| 新千歳空港   | 22.7/22.2    | 77.7/78.7    | 20.3/22.1 |
| 仙台空港     | 49.4/49.8    | --           | --        |
| 東京国際空港 | 252.2/246.2  | 51.5/53.5    | 40.2/39.2 |
| 福岡空港     | 30.6/30.8    | 24.0/23.9    | --        |
| 鹿児島空港   | 33.3/33.3    | 12.0/12.1    | 6.5/6.8   |
| 那覇空港     | 30.3/29.4    | 57.0/57.5    | 22.3/23.0 |

各数値のうち、/線の左側は大阪・関西・神戸発の旅客数、/線の右側は大阪・関西・神戸着の旅客数。

### 国内線の就航航空会社
2024年5月1日現在。
◎印は当該空港を拠点とする航空会社。○印は就航路線あり。×印は未就航、または撤退済。コードシェア便は含めない。
航空会社名はICAO3レターコードで略記。
路線網の詳細については、各空港のページを参照。
|     | 関西   | 伊丹   | 神戸 |
| --- | ------ | ------ | ---- |
| JAL | ◎ (T1) | ◎ (北) | ×    |
| JTA | ○ (T1) | ×      | ×    |
| ANA | ◎ (T1) | ◎ (南) | ○    |
| APJ | ◎ (T2) | ×      | ×    |
| JJP | ◎ (T1) | ×      | ×    |
| SFJ | ○ (T1) | ×      | ×    |
| IBX | ×      | ○ (南) | ×    |
| AHX | ×      | ○ (北) | ×    |
| SKY | ×      | ×      | ◎    |
| FDA | ×      | ×      | ◎    |
| ADO | ×      | ×      | ○    |
| SNJ | ×      | ×      | ○    |

### 就航路線
2024年5月1日現在。
○: 通年便 / △: 季節便 / ×: 運航無し
|             | 関西   | 伊丹   | 神戸   |
| 国際線      | 国際線 | 国際線 | 国際線 |
| ----------- | ------ | ------ | ------ |
| 国際線      | ○      | ×      | ×      |
| 北海道地方  |        |        |        |
| 札幌/新千歳 | ○      | ○      | ○      |
| 釧路        | △      | △      | ×      |
| 女満別      | △      | △      | ×      |
| 旭川        | ×      | △      | ×      |
| 函館        | ×      | ○      | ×      |
| 東北地方    |        |        |        |
| 青森        | ×      | ○      | △      |
| 三沢        | ×      | ○      | ×      |
| 花巻        | ×      | ○      | △      |
| 秋田        | ×      | ○      | ×      |
| 仙台        | ○      | ○      | ○      |
| 山形        | ×      | ○      | ×      |
| 福島        | ×      | ○      | ×      |
| 関東地方    |        |        |        |
| 茨城        | ×      | ×      | ○      |
| 東京/成田   | ○      | ○      | ×      |
| 東京/羽田   | ○      | ○      | ○      |
| 中部地方    |        |        |        |
| 新潟        | ○      | ○      | ×      |
| 松本        | ×      | △      | ○      |
| 近畿地方    |        |        |        |
| 但馬        | ×      | ○      | ×      |
| 中国地方    |        |        |        |
| 出雲        | ×      | ○      | ×      |
| 隠岐        | ×      | ○      | ×      |
| 石見        | ×      | △      | ×      |
| 四国地方    |        |        |        |
| 松山        | ×      | ○      | ×      |
| 高知        | ×      | ○      | ○      |
| 九州地方    |        |        |        |
| 福岡        | ○      | ○      | ×      |
| 長崎        | ○      | ○      | ○      |
| 大分        | ×      | ○      | ×      |
| 熊本        | ×      | ○      | ×      |
| 宮崎        | ○      | ○      | ×      |
| 鹿児島      | ○      | ○      | ○      |
| 薩南地方    |        |        |        |
| 種子島      | ×      | △      | ×      |
| 屋久島      | ×      | ○      | ×      |
| 奄美大島    | △      | ○      | ※      |
| 徳之島      | ×      | △      | ×      |
| 沖縄地方    |        |        |        |
| 那覇        | ○      | ○      | ○      |
| 宮古島      | ○      | △      | ×      |
| 下地島      | ×      | ×      | ○      |
| 石垣        | ○      | △      | ×      |

## アクセス
ここでは三空港間の乗り継ぎ・移動手段についていくつか例を述べる。各地からの三空港個別へのアクセスについては、それぞれの空港の項目を参照のこと。

### 大阪国際空港 - 関西国際空港
大阪国際空港と関西国際空港を直結する連絡バス（リムジンバス）が運航されている。ほかに鉄道や、鉄道とリムジンバスを複合した経路の利用で、運賃と所要時間の調整が行える。
2015年3月31日までの間、大阪国際空港と関西国際空港の間を飛行機の乗り継ぎのために移動する場合は、連絡バスの運賃が無料になる。
往路
- 連絡バス 1700円 70分
- 大阪モノレール・阪急宝塚本線急行・JR関空快速 1580円 95分

復路
- 連絡バス 1700円 75分
- JR関空快速・阪急宝塚本線急行・大阪モノレール 1580円 110分

### 大阪国際空港 - 神戸空港
大阪国際空港と神戸空港を直結する公共交通機関は運行されていない。鉄道の利用、あるいは鉄道とバス（三ノ宮駅前乗換）の併用が可能である。
往路
- 大阪モノレール・阪急宝塚本線急行・阪急神戸本線特急・神戸新交通ポートアイランド線 880円 75分

復路
- 神戸新交通ポートアイランド線・阪急神戸本線特急・阪急宝塚本線急行・大阪モノレール 880円 80分

### 関西国際空港 - 神戸空港
関西国際空港と神戸空港を直結する高速船「神戸-関空ベイ・シャトル」が運航されている。ほかには鉄道の利用、鉄道とバス（三ノ宮駅前乗換）の併用が利用可能である。
両空港のターミナルから高速船の乗り場までは、無料の連絡バスで移動できる。
往路
- 連絡バス・神戸-関空ベイ・シャトル 1800円 41分
- 連絡バス（三ノ宮駅前行）・神戸新交通ポートアイランド線 2120円 90分

復路
- 神戸-関空ベイ・シャトル・連絡バス 1800円 41分
- 神戸新交通ポートアイランド線・連絡バス（三ノ宮駅前より） 2120円 100分

## 周辺空域

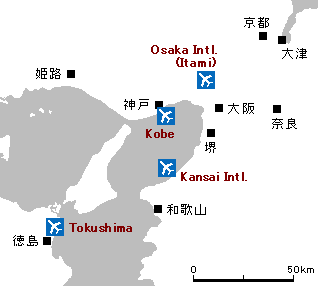
環大阪湾地域の空港

関西三空港は狭い地域に近接して建設されている（神戸空港を中心とした半径25 kmの範囲に三空港は存在する）。周辺空域には、関西ターミナルコントロールエリア (TCA) と関西進入管制区が設定されている。関西進入管制区内には、大阪国際空港、関西国際空港、神戸空港、八尾空港などが設置され、大阪航空局関西空港事務所管轄、関西ターミナル管制所によって、一元管制されている。
主に計器飛行方式 (IFR) で各空港に着陸するルートである標準計器到着方式 (STAR)、出発経路である標準計器出発方式 (SID) および転移経路は、各空港間の干渉を極力避けるため、以下のように設定されている。

### 大阪国際空港
陸上空港であるので、主に陸上を通過する。関西国際空港開港後は、大阪湾の上空を低高度で飛行することはできなくなった。西からの到着便は紀伊水道を経由し、和歌山市付近から大阪湾上空を避けるように生駒山近辺まで誘導され、そこから大阪国際空港に向けて計器進入を行う。東からの到着便はほぼ真っ直ぐに同空港に着陸することができる。
出発便は大阪国際空港周辺の陸上で高度を上げたのち、目的地へ向かう。西への出発便は、関西国際空港便・神戸空港便で混雑する明石海峡上空を避けて飛行する。南への出発便は明石海峡上空を飛行するため、特に高度を上げなくてはならない（およそ6,000 ft（約1830m）以上）。

### 関西国際空港
関西国際空港に離着陸する航空機は、大阪国際空港の騒音問題の轍を踏まぬよう、地上への騒音被害を抑えるために極力海上（紀伊水道・大阪湾・瀬戸内海）を飛行するルートを飛行する。
南側から滑走路06R・06Lに着陸する到着便は、淡路島上空を避けて紀伊水道へ誘導され、紀淡海峡を通って計器進入を行う。北側から滑走路24L・24Rに着陸する到着便は、淡路島の上空または紀淡海峡や明石海峡を経て神戸市の摩耶埠頭沖に向かい、そこから大阪湾岸に沿うように南下して計器進入を行う。
また、神戸空港開港後は、摩耶埠頭近辺の空域が神戸空港離着陸機に割り当てられ、結果、関西国際空港の空域を制限するかたちになっており、関西国際空港・神戸空港双方の便に負担を強いている。滑走路北側から着陸する場合は、この空域を特に低空で飛行するので、「低さの下限」が厳しく設定されている（MAYAHを4,000 ft（約1220m）以上で通過）。
大阪国際空港と比べ着陸に時間を要する状況を打破するために、国土交通省によって陸上ルートが、大阪国際空港が運用終了し空域が空く夜21時以降にかぎって認められた。東京国際空港や成田国際空港から関西国際空港に向かう便は、これまでの紀伊水道を通過するルートではなく、東から飛来して関西国際空港上空を西向きに突っ切ることで最短ルートで大阪湾に出て、小回りして降下し着陸する。従来の標準計器到着方式を辿る方法と比較して、空港の南側からの着陸で5分、北側からの着陸で10分の時間短縮が見込まれるという。
北や東へ向かう出発便は陸上を通る必要があるため、大阪湾内を一周するように旋回し、十分に高度を上げてから目的地へ向かう。陸上への騒音を低減するため、海岸線に達するまでにおよそ8,000 ft（約2440m）以上に高度を上げることが求められている。
西や南へ向かう出発便は、それぞれ明石海峡または紀伊水道の上空を経由し、極力陸上を避けて飛行する。

### 神戸空港
摩耶埠頭近辺の空域が神戸空港離着陸機に割り当てられている。主に関西国際空港の経路によって大きく制限を受けており、目的地に関係なく出発機・到着機ともに必ず明石海峡上空を通らねばならない。
また、関西国際空港で北側からの着陸が行われているときは、神戸空港周辺でおよそ1,500 ft（約460m）以下の低空飛行を持続しなければならない。

## 関西のその他の空港
関西三空港以外にも、関西地方には他に幾つか空港が存在する。
徳島空港は四国地方に属する空港であるが、近畿地方（淡路島）から至近距離に位置する空港であるため例外的に取り上げる。
| 空港名                                | 空港コード (IATA / ICAO) |
| ------------------------------------- | ------------------------ |
| 南紀白浜空港 （熊野白浜リゾート空港） | SHM / RJBD               |
| 但馬空港 （コウノトリ但馬空港）       | TJH / RJBT               |
| 八尾空港                              | - / RJOY                 |
| 徳島空港 （徳島阿波おどり空港）       | TKS / RJOS               |

八尾空港には定期便は存在しないが、伊丹と関空で運用が制限されているゼネラル・アビエーションの拠点空港として稼働している。

### 国内線の就航航空会社
2024年5月1日現在。
○印は就航路線あり。×印は未就航、または撤退済。コードシェア便は含めない。
航空会社名はICAO3レターコードで略記。
|     | 南紀白浜 | 但馬 | 徳島 |
| --- | -------- | ---- | ---- |
| JAL | ○        | ○    | ○    |
| ANA | ×        | ×    | ○    |

### 就航路線
2024年5月1日現在。
○: 通年便 / ×: 運航無し
|           | 南紀白浜 | 但馬 | 徳島 |
| --------- | -------- | ---- | ---- |
| 東京/羽田 | ○        | ×    | ○    |
| 大阪/伊丹 | ×        | ○    | ×    |
| 福岡      | ×        | ×    | ○    |

また、かつては滋賀県にびわこ空港、兵庫県の播州地方に播磨空港を建設する計画がそれぞれ存在していた。